# Libethra panamae
Libethra panamae är en insektsart som beskrevs av Morgan Hebard 1923. Libethra panamae ingår i släktet Libethra och familjen Diapheromeridae. Inga underarter finns listade i Catalogue of Life.